# Jōyō kanji

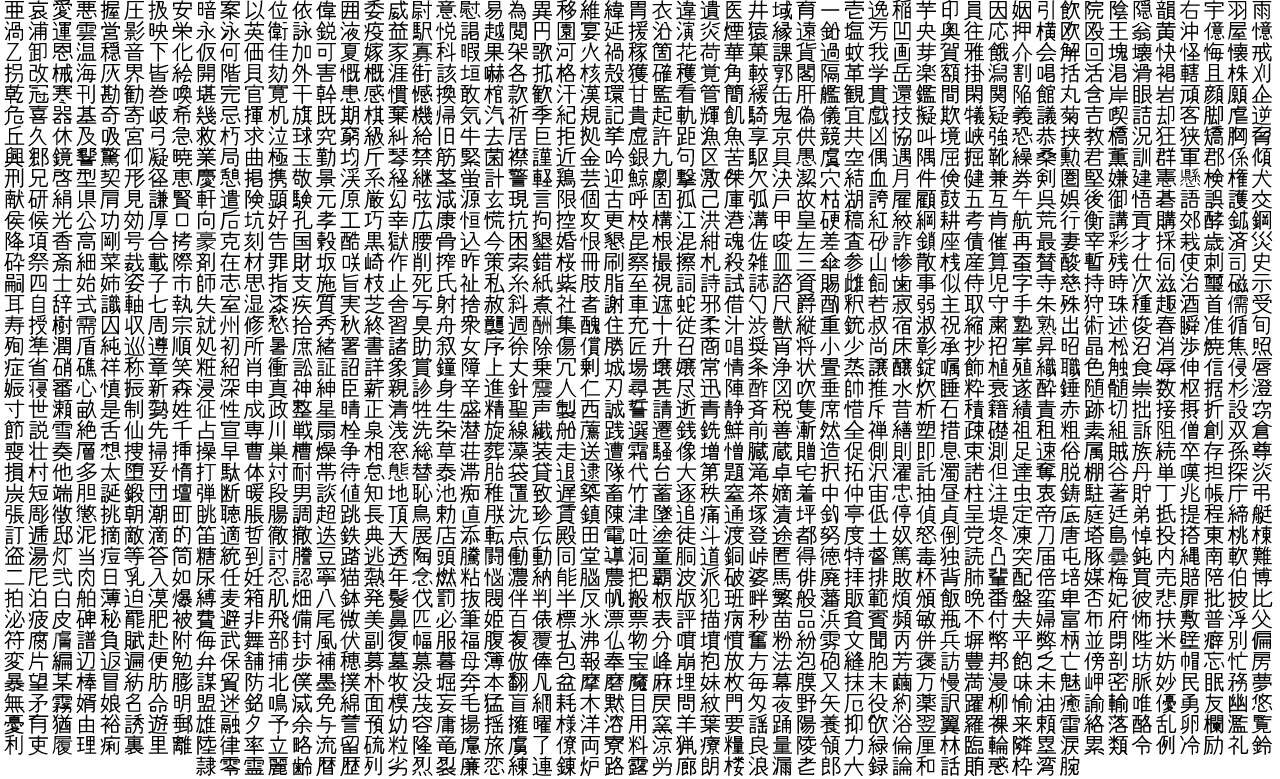
Table des jōyō kanji (avant la dernière révision de 2010).

Les jōyō kanji (常用漢字) (littéralement « kanjis à usage commun ») sont les 2 136 kanjis ayant été décrétés d'usage commun (ou courant) par le ministère de l'Éducation japonais le 30 novembre 2010. Les jōyō kanji ont été initialement publiés en 1981, avec un effectif de 1945 signes, remplaçant les tōyō kanji, les kanjis à usage temporaire, comme étant les kanjis que tous les Japonais se doivent de connaître en sortant du secondaire. Les 1 026 premiers kanjis que les Japonais apprennent au primaire (et qui font partie des jōyō kanji) sont les kyōiku kanji (aussi connus sous le terme de gakushū kanji).
La liste des jōyō kanji précise également la ou plus généralement les lectures attachées à chaque caractère. En cas de multiples lectures possibles, c'est le contexte qui dicte la lecture à adopter.
À quelques nuances près, les documents officiels et les quotidiens ne font usage que des kanjis et des lectures de la liste jōyō kanji. L'emploi d'un caractère ou d'une lecture en dehors de ce cadre est toutefois possible en indiquant la prononciation en syllabaire kana avec des furigana.
Ces directives ne régissent pas les usages concernant les noms propres.